# بي. جي. بيركت
بي. جي. بيركت (بالإنجليزية: B. G. Burkett)‏ هو كاتب أمريكي، ولد في 23 يناير 1944.